# Десна (эсминец)
«Десна», с 31 декабря 1922 года «Энгельс» — эскадренный миноносец типа «Орфей», построенный по программе «усиленного» судостроения на 1913—1917 годы (так называемая «большая» судостроительная программа), и принадлежащий первой серии эскадренных миноносцев типа «Новик».

## История

### В Балтийском императорском флоте
11 октября (28 сентября по старому стилю) 1913 года «Десна» был зачислен в списки судов Балтийского флота, и в ноябре заложен на Усть-Ижорской судоверфи Металлического завода в Санкт-Петербурге.
7 ноября (по другим данным 22 октября) 1915 года был спущен на воду, и 29 августа 1916 года вступил в строй, где вошёл в состав 2-го дивизиона минной дивизии Балтийского флота.
Во время Первой мировой войны «Десна» нёс дозорную и конвойную службы, осуществлял минные постановки на коммуникациях противника, обеспечивал и прикрывал минные постановки других сил флота в Балтийском море. С 12 по 19 октября 1917 года «Десна» принимал участие в Моонзундской операции

### В КБФ
Экипаж принимал участие в Октябрьской революции, после чего, 7 ноября 1917 года, вошёл в состав Красного Балтийского флота.
С 10 по 16 апреля 1918 года «Десна», принимая участие в «Ледовом походе» Балтийского флота, совершил переход из Гельсингфорса (Хельсинки) в Кронштадт, где с октября 1918 года по 10 декабря 1919 года находился в резерве.
24 апреля 1921 года «Десна» вошёл в состав Морских сил Балтийского моря, в составе которого был переименован в эсминец «Энгельс» 31 декабря 1922 года. C 1923 по 1925 годы и в 1932 году «Энгельс» проходил капитальный ремонт. 11 января 1935 года «Энгельс» был зачислен в состав Краснознаменного Балтийского флота.
В 1934 году на эсминце было смонтировано опытное 305-мм динамореактивное орудие конструкции Л. В. Курчевского и проводились неоднократные её испытания с практическими стрельбами, но после ареста Курчевского она была демонтирована.
Во время Советско-финской войны «Энгельс» выполнил 2 боевых похода для обстрела укреплений противника на островах Финского залива. В первом походе 15 декабря 1939 года в составе демонстративного отряда (эсминцы «Гневный», «Карл Маркс», 2 базовых тральщика) обстреливал финскую береговую батарею на острове Хаапсаари, выпустив 32 снаряда. Во втором походе 20—21 декабря совместно с эсминцем «Володарский» выполнял задачу по разрушению оборонительных сооружений на острове Аспэ (по докладу командира, «результат стрельбы наблюдать не удалось»), подвергшись ответному безрезультатному обстрелу береговых батарей
В годы Великой Отечественной войны участвовал в минно-заградительных операциях флота, нёс конвойную службу (в июне-августе 1941 года). Участвовал в обороне Рижского залива и операции по защите Моонзундских островов.
В 1941 году «Энгельс» участвовал в первом надводном бою на Балтике, когда 6 июля, в 13 часов 19 минут, вышедшие на минную постановку эсминцы «Сердитый», «Сильный», «Энгельс» и сторожевой корабль «Туча» вступили в перестрелку с двумя немецкими тральщиками и плавбазой в районе мыса Овиши.
В 18 часов 50 минут 7 августа 1941 года на рейде Рогокюля в бухте Мухувейн, «Энгельс» получил тяжелые повреждения, подвергшись авиационному налёту, в момент приёмки топлива. Благодаря оперативным действиям экипажа, на эсминце прекратили заправку, выбрали якорь, но движение начать не успели. Атакованный с обоих бортов, «Энгельс» получил одно попадание 250-кг бомбой вблизи борта, в результате чего был повреждён набор корпуса между машинным и котельными отделениями, вышла из строя правая турбина, сместились с фундаментов кормовые орудия, были выведены из строя машинный телеграф, привод рулевой машины, магнитные компасы. Тем не менее, потери в личном составе отсутствовали. Получившая же точно такое же попадание нефтеналивная баржа-заправщик, начала тонуть. Приняв пострадавших с её экипажа, «Энгельс» своим ходом дошёл до Таллина, где встал в док на предварительный ремонт перед уходом в Кронштадт.
Ремонт был завершен 18 августа, и 24 августа «Энгельс», в составе конвоя (помимо эсминца: шесть тральщиков и два «морских охотника») каравана из семи кораблей, вышел в Кронштадт. В 17 часов 4 минуты у мыса Юминда на поверхности прямо по курсу были обнаружены три плавающие гальваноударные мины. Шедший впереди «Энгельса» теплоход «Андрей Жданов» благополучно их обогнул, эсминец же, начавший описывать циркуляцию вправо, задел одну из них кормой. Корабль потерял ход и управление, ветром его начало сносить на плавающие мины с левого траверза. Дрейф удалось прекратить, срочно отдав левый якорь. Подошедший катер «МО −201» снял с корабля раненых и секретную документацию. Когда палуба ушла в воду до третьей пушки, капитан 3-го ранга В. П. Васильев приказал подготовить экипаж к эвакуации и заложить подрывные патроны.
В 17 часов 16 минут ледокол «Октябрь» взял аварийный корабль на буксир, но уже в 17 часов 35 минут последовал второй взрыв. Мина взорвалась в районе кормового мостика, и почти одновременно последовала детонация боезапаса артиллерийского погреба. В несколько минут личный состав перешел на тральщик «ТЩ-45», а ледокол отдал буксир, и почти сразу же «Энгельс» ушёл под воду кормой вниз, с креном на левый борт.

## Тактико-технические характеристики

### Энергетическая установка
На «Десне» были установлены четыре паровых котла «Вулкан», каждый из которых располагался в отдельном отсеке, и две паровые турбины «Кертис-АЕГ-Вулкан», суммaрной мощностью в 30 000 л. с.. Так же на турбинах «Кертис-АЕГ-Вулкан» имелась блокировка маневровых клапанов, что повышало их надежность при эксплуатации.

### Вооружение
После модернизации и капитальных ремонтов, вооружение на «Энгельсе» было следующее:
- Главный калибр: Четыре 102/60-мм орудия разработки Обуховского завода (при техническом содействии фирмы «Виккерс»)[13];
- Одна 40-мм зенитная пушка и одна 76,2-мм зенитная пушка[14];
- Четыре 7,62-мм пулемёта;
- Три трёхтрубных надводных 457-мм торпедных аппарата (ТА)[15];
- Два бомбосбрасывателя (по 35 мин заграждения на каждый).

## Командиры
- (23 ноября 1915 - февраль 1916) Новопашенный, Пётр Алексеевич
- (1916—1917)  капитан 3-го ранга Кейзерлинг, Архибальд фон
- 1926 дублёр командира Басистый, Николай Ефремович
- (февраль 1937 — апрель 1938) Рутковский, Владимир Иванович
- 1941 капитан 3-го ранга В. П. Васильев